# King Creole
King Creole är en amerikansk film från 1958 i regi av Michael Curtiz med Elvis Presley i huvudrollen.

## Handling
Danny Fisher är en ung brottsling i New Orleans som får chansen att uppträda. Maxie Fields, den lokale maffiabossen, vill att Danny ska uppträda på hans nattklubb. Danny vägrar, men Fields accepterar inte ett nej...

## Om filmen
Filmen är löst baserad på Harold Robbins roman Utslagen (A Stone for Danny Fisher). I boken är dock Fisher boxare istället för sångare och handlingen utspelas i New York. Filmen är inspelad i New Orleans och hade premiär i USA den 2 juli 1958. Den svenska premiären ägde rum den 27 oktober samma år; åldersgränsen är 15 år. Elvis militärtjänstgöring sköts upp 60 dagar så att filmen kunde bli klar.
Elvis roll var från början tänkt att spelas av James Dean.
King Creole har visats i SVT, bland annat i januari och i augusti 2021.

## Rollista (urval)
| Elvis Presley  | – Danny Fisher |
| Carolyn Jones  | – Ronnie       |
| Walter Matthau | – Maxie Fields |
| Dolores Hart   | – Nellie       |

## Musik i filmen
- Crawfish, skriven av Fred Wise och Ben Weisman, framförd av Elvis Presley och Kitty White
- Steadfast, Loyal And True, skriven av Jerry Leiber och Mike Stoller, framförd av Elvis Presley
- Lover Doll, skriven av Sid Wayne och Abner Silver, framförd av Elvis Presley
- Trouble, skriven av Jerry Leiber och Mike Stoller, framförd av Elvis Presley
- Dixieland Rock, skriven av Aaron Schroeder och Rachel Frank, framförd av Elvis Presley
- Young Dreams, skriven av Aaron Schroeder och Martin Kalmanoff, framförd av Elvis Presley
- New Orleans, skriven av Sid Tepper och Roy C. Bennett, framförd av Elvis Presley
- Hard Headed Woman, skriven av Claude DeMetrius, framförd av Elvis Presley
- King Creole, skriven av Jerry Leiber och Mike Stoller, framförd av Elvis Presley
- Don't Ask Me Why, skriven av Fred Wise och Ben Weisman, framförd av Elvis Presley
- As Long As I Have You, skriven av Fred Wise och Ben Weisman, framförd av Elvis Presley